# 鎮守府将軍
鎮守府将軍（ちんじゅふしょうぐん）は、奈良時代から平安時代にかけて陸奥国に置かれた軍政府である鎮守府の長官。令外官である。平安時代中期以降は武門の最高栄誉職と見なされていた。
なお、本来は鎮守将軍（あるいは陸奥鎮守将軍）が用いられ、「鎮守府将軍」とはいわなかった。坂上田村麻呂の頃に鎮守府が移動して陸奥国府と距離ができると「府」の字を入れ「鎮守府将軍」と呼ばれるようになったといわれているが、正史である六国史では坂上田村麻呂以後も含め「鎮守将軍」と記されている。

## 沿革

### 多賀
鎮守将軍の始まりを直接記した史料はないが、知られる限りでは大野東人がもっとも古く、彼が初代の鎮守将軍であったといわれている。司令部ははじめ「鎮所」、のちに「鎮守府」と呼ばれた。神亀元年（724年）に多賀（多賀城）に城柵が築かれてからは、その地に置かれたと推定される。多賀にはまた陸奥国府が置かれていた。
鎮守将軍は、陸奥国と出羽国の両国に駐屯する兵士を指揮し、平時におけるただ一人の将軍として両国の北方にいた蝦夷と対峙し両国の防衛を統括した。管轄地域を同じくする陸奥守や陸奥按察使が鎮守将軍を兼ね、政軍両権を併せることもしばしばあった。

### 胆沢
鎮守将軍は、陸奥国府から離れて胆沢で勤務することになった。移転以前の鎮守将軍は、陸奥守や陸奥按察使が兼ねることが多く政軍両権を併せ北方の鎮めにつく役職であったが、移転後は専任となり陸奥守よりやや格が下がることになった。行政官化した将軍の職権が国司の職権と重複する部分もあり、将軍と国司の激しい対立がしばしば起きた。このため、鎮守府将軍は早期に、優れた武士に与えられる名誉職と化し、鎮守府に居ることも少なく、陸奥鎮守府は陸奥国府より早く一旦実質的に機能しなくなった。
しかし、前九年の役、後三年の役の発生により、秋田城の機能も鎮守府に吸収されたため、現地の指揮官として出羽国にも及ぶ軍事指揮権を与えられ復活したとする見解がある。一方で鎮守府将軍自体ではなく清原氏が鎮守府、秋田城双方の在庁宮人を掌握していたのであって、その上に陸奥守がいたとする見解もある。

### 以後
鎮守府将軍には、武門の栄職として百済王俊哲など多くの武士が任官された。特に清和源氏では源経基、経基の子満仲、満仲の子頼光と頼信、さらに頼信の子孫である河内源氏からは頼信の子頼義と孫義家が任ぜられており、このことは武家の棟梁としての河内源氏の名を高める一因となった。
鎌倉幕府を開いた源頼朝以降は征夷大将軍が常置の官となったため、事実上無名化した鎮守府将軍職であったが、建武政権下では一時復活し、北畠顕家・顕信らが任官された。鎮守府大将軍とも呼称し、征夷大将軍と同格の意味である。南北朝時代を最後に鎮守府将軍の任官は一切途絶えたが、江戸時代に入り、徳川将軍家の遠祖として位置付けられた新田義重（1202年没）に対して鎮守府将軍が追贈された例がある。将軍職自体は上記のように廃絶された官職となったが、その官職の意義は後世まで生きていた。
天皇、皇族、大臣や門跡の居所を御所というが、将軍もまたその居所を御所と称した。室町幕府及び江戸幕府は、将軍の流れをくむ一門・臣下に御所号を許した。詳細は御所を参照。

## 鎮守将軍・鎮守府将軍の一覧
鎮守将軍（鎮守府将軍）を務めた人物の一覧。史料上に分明である人物を任官順に配列することを原則としたが、『吾妻鏡』によると、百済王俊哲から藤原範季までの鎮守府将軍宣下は70度に及ぶというから、なお脱漏や不備があろうと思われる。本一覧では、系図類のみに見える人物についても推定によって一部これを補い（※印）、その他史料性の問題も含めて疑問のある人物については、末尾に参考として掲げておいた。典拠は特に断りのない限り、六国史の当該条による。
| 名                                                 | 補任（不明の場合は初見）              | 兼官・位階                       | 典拠・備考                            |
| -------------------------------------------------- | ------------------------------------- | -------------------------------- | ------------------------------------- |
| 大野東人                                           | - 天平元年9月（729年10月）見 -        | 按察使兼任、従四位下             |                                       |
| 大伴古麻呂                                         | 天平勝宝9歳6月16日（757年7月6日）任   | 左大弁兼任、正四位下             | 同年7月4日（7月24日）罪死             |
| 藤原恵美朝猟                                       | - 天平宝字4年1月（760年1月）見 -      | 陸奥按察使兼任、正五位下         |                                       |
| 田中多太麻呂                                       | 天平宝字8年9月29日（764年10月28日）任 | 陸奥守兼任、従四位下             |                                       |
| 石川名足                                           | 神護景雲2年9月4日（768年10月18日）任  | 大和守兼任、正五位上             |                                       |
| 坂上苅田麻呂                                       | 神護景雲4年9月16日（770年10月9日）任  | 正四位下                         |                                       |
| 佐伯美濃                                           | 宝亀2年閏3月1日（771年4月20日）任     | 陸奥守兼任、従四位下             |                                       |
| 大伴駿河麻呂                                       | 宝亀4年7月21日（773年8月13日）任      | 陸奥按察使・陸奥守兼任、正四位下 | 宝亀7年7月7日（776年7月26日）卒       |
| 紀広純                                             | - 宝亀8年12月（778年1月）見 -         | 正五位下勲五等 → 従四位下勲四等  |                                       |
| 大伴家持                                           | 天応2年6月17日（782年7月31日）任      | 陸奥按察使・春宮大夫兼任、従三位 |                                       |
| 百済王俊哲                                         | - 延暦6年閏5月5日（787年6月24日）解   | 正五位上                         | 日向権介に左遷                        |
| 多治比宇美                                         | 延暦7年2月28日（788年4月8日）任       | 陸奥按察使・陸奥守兼任、正五位下 |                                       |
| 百済王俊哲                                         | 延暦10年9月22日（791年10月23日）任    | 下野守兼任、正五位上             |                                       |
| 坂上田村麻呂                                       | 延暦15年10月27日（796年11月30日）任   | 近衛少将兼任、従四位下           |                                       |
| 百済王教俊                                         | - 大同3年6月（808年7月）見 -          | 陸奥介兼任、従五位下             |                                       |
| 佐伯耳麻呂                                         | 大同4年1月16日（809年2月4日）任       | 従五位下                         |                                       |
| 物部匝瑳足継                                       | 弘仁3年2月10日（812年3月26日）任      | 外従五位上                       |                                       |
| 坂上浄野                                           | 弘仁10年1月（819年2月）任             | 従五位下                         | 『文徳実録』（卒伝）                  |
| 物部匝瑳熊猪                                       | 承和元年5月19日（834年6月29日）任     | 元主殿允、外従五位下             |                                       |
| 匝瑳末守                                           | - 承和4年4月（837年5月）見 -          | 外従五位下？                     |                                       |
| 御春浜主                                           | 承和7年1月30日（840年3月7日）任       | 従五位下                         |                                       |
| 坂上当宗                                           | 承和13年2月11日（846年3月11日）任     | 陸奥介兼任、従五位下             |                                       |
| 伴三宗                                             | 嘉祥4年1月11日（851年2月15日）任      | 従五位下                         | 仁寿4年8月16日（854年9月11日）卒      |
| 文室道世                                           | 仁寿4年8月17日（854年9月12日）任      | 元右近衛将監、従五位下           |                                       |
| 小野春枝                                           | 斉衡3年2月8日（856年3月17日）任       | 従五位下                         |                                       |
| 坂上当道                                           | 天安3年1月16日（859年2月22日）任      | 陸奥守兼任、従五位下             | 名は高道とも                          |
| 小野春枝                                           | 貞観2年2月14日（860年3月10日）任      | 従五位下                         |                                       |
| 文室甘楽麻呂                                       | 貞観7年1月27日（865年2月26日）任      | 元陸奥介、従五位下               |                                       |
| 御春岑能                                           | 貞観10年1月16日（868年2月13日）任     | 従五位下                         |                                       |
| 安倍比高                                           | 貞観末年（ - 876年）任                | 従五位下                         | 小野春風の前任者                      |
| 小野春風                                           | 元慶2年6月8日（878年7月11日）任       | 従五位下                         | 一説に同年5月4日（6月8日）任とする    |
| 安倍三寅                                           | 元慶8年3月9日（884年4月8日）任        | 元左馬助、従五位上               |                                       |
| 御春種実                                           | 仁和2年1月16日（886年2月23日）任      | 従五位下                         |                                       |
| 藤原時長※                                          |                                       |                                  | 『尊卑分脈』                          |
| 藤原茂永                                           | - 延喜10年5月（910年6月）見 -         |                                  | 『西宮記』巻8                         |
| 藤原利仁                                           | 延喜15年（915年）？任                 | 従四位下？                       | 『尊卑分脈』。 名は利平とも           |
| 平国香※                                            |                                       | 『尊卑分脈』                     |                                       |
| 平良将                                             | 延長年間（923年 - 930年）？任         | 従五位下                         | 『扶桑略記』。 名は良持とも           |
| 藤原有象※                                          |                                       |                                  | 『尊卑分脈』。 号・中将軍             |
| 平良文※                                            | 天慶2年（939年）？任                  | 従五位上？                       | 『千葉大系図』                        |
| 藤原秀郷                                           | 天慶3年4月25日（940年6月3日）？任     | 従四位下？                       | 『結城系図』。                        |
| 伴有時？                                           |                                       | 陸奥守兼任                       | 『貫之集』                            |
| 平貞盛                                             | - 天慶10年2月（947年3月）見 -         |                                  | 『日本紀略』。 号・平将軍             |
| 源仲舒                                             | 天徳3年9月（959年10月）頃任           | 四位                             | 『清慎公集』                          |
| 源信孝                                             | - 康保2年4月（965年5月）見 -          | 従五位下                         | 『朝野群載』巻22。 号・小松将軍       |
| 藤原文信※                                          |                                       |                                  | 『尊卑分脈』                          |
| 藤原千常                                           | 安和3年1月15日（970年2月23日）？任    |                                  | 『結城系図』。 名は知常とも           |
| 藤原季文                                           | 天延2年1月29日（974年2月23日）任      | 元右馬助                         | 『公卿補任』寛和3年条                 |
| 藤原千方                                           | 天元2年1月29日（979年2月28日）？任    |                                  | 『結城系図』。 名は知方とも           |
| 藤原文脩                                           | 永延2年10月3日（988年11月14日）任     | 従五位下                         | 『小右記』。 名は文條・文修とも       |
| 源満政※                                            |                                       |                                  | 『尊卑分脈』                          |
| 藤原兼光                                           | 長徳4年1月15日（998年2月14日）？任    |                                  | 『小山系図』                          |
| 平維茂※                                            |                                       |                                  | 『尊卑分脈』。 号・余五将軍           |
| 平維良                                             | - 長和3年2月（1014年3月）見 -         |                                  | 『小右記』。 一説に維茂と同一人とする |
| 平維良                                             | 長和4年（1015年）重任                 |                                  | 『御堂関白記』                        |
| 平永盛                                             | 寛仁2年1月23日（1018年2月11日）？任   | 従五位下                         | 『安西氏系図』。 号・平群将軍         |
| 藤原頼行                                           | 治安2年1月29日（1022年3月4日）？任    |                                  | 『結城系図』                          |
| 源頼信                                             | 治安3年8月（1023年8月）？任           |                                  | 『系図纂要』                          |
| 源頼義                                             | 天喜元年（1053年）任                  | 陸奥守兼任                       | 『本朝続文粋』巻6                     |
| 清原武則                                           | 康平6年2月27日（1063年3月29日）任     | 従五位上                         | 『扶桑略記』。 号・清将軍             |
| 清原貞衡                                           | 延久年間（1069年 - 1073年）？任       | 従五位下                         | 『御堂摂政別記裏文書』。 名は真衡とも |
| 源義家                                             | 永保3年（1083年）任                   | 陸奥守兼任                       | 『尊卑分脈』                          |
| 藤原実宗                                           | 康和元年12月14日（1100年1月26日）任   | 陸奥守兼任か                     | 『本朝世紀』                          |
| 藤原基頼                                           | 長治元年5月2日（1104年5月27日）任     | 陸奥守兼任                       | 『中右記』                            |
| 橘以綱                                             | 永久元年7月29日（1113年9月10日）任    | 陸奥守兼任、従四位上             | 『殿暦』                              |
| 藤原師綱                                           | 保延年間（1135年 - 1140年）？任       | 陸奥守兼任                       | 『尊卑分脈』                          |
| 藤原基成                                           | 康治2年6月29日（1143年8月11日）任     | 陸奥守兼任、従五位上             | 『本朝世紀』                          |
| 藤原雅隆                                           | 保元2年9月19日（1157年10月23日）任    | 陸奥守兼任、従五位上             | 『兵範記』                            |
| 藤原長光                                           | - 長寛元年4月（1163年5月）見 -        | 陸奥守・文章博士兼任、従四位上   | 『長寛勘文』。 名は永光とも           |
| 藤原秀衡                                           | 嘉応2年5月25日（1170年7月10日）任     |                                  | 『兵範記』                            |
| 藤原範季                                           | 安元2年3月30日（1176年5月10日）任     | 陸奥守兼任、正五位下             | 『玉葉』                              |
| 足利尊氏                                           | 元弘3年6月5日（1333年7月17日）任      | 元左兵衛督、従四位下             | 『公卿補任』                          |
| 北畠顕家                                           | 建武2年11月12日（1335年12月26日）任   | 右中将・陸奥権守兼任、従二位     | 『公卿補任』。 のち鎮守府大将軍       |
| 北畠顕信                                           | 延元3年閏7月（1338年9月）任           | 左中将・陸奥介兼任、従三位       | 『神皇正統記』。 南朝による補任       |
| 足利直冬？                                         | 観応元年10月25日（1350年11月25日）任  | 左兵衛督兼任                     | 『参考太平記』。 直義とするのは誤り   |
| （新田義重）                                       | 慶長16年3月22日（1611年5月4日）追贈   | （従五位下）                     | 『孝亮宿禰記』。徳川家による祖先顕彰  |
| 〔参考※印〕 在任期間不明または在任に疑問のある人物 |                                       |                                  |                                       |
| 平良兼                                             |                                       |                                  | 『系図纂要』                          |
| 平良繇                                             |                                       |                                  | 『尊卑分脈』。 名は良孫とも           |
| 藤原有頼                                           |                                       |                                  | 『系図纂要』                          |
| 源経基                                             |                                       |                                  | 『尊卑分脈』                          |
| 平繁盛                                             |                                       |                                  | 『常陸大掾系図』                      |
| 源撰                                               |                                       |                                  | 『尊卑分脈』                          |
| 源増                                               |                                       |                                  | 『尊卑分脈』                          |
| 藤原千晴                                           |                                       |                                  | 『尊卑分脈』。 名は千時とも           |
| 源満仲                                             |                                       |                                  | 『尊卑分脈』                          |
| 源頼光                                             |                                       |                                  | 『系図纂要』                          |
| 平忠通                                             |                                       |                                  | 『系図纂要』                          |